# For the Sake of Revenge
For the Sake of Revenge è il secondo album dal vivo del gruppo musicale finlandese Sonata Arctica, uscito in Giappone il 24 marzo 2006 e in Europa il 12 maggio 2006.

## Il disco
Il disco è presente in tre versioni: in CD, DVD (in cui sono presenti alcuni speciali in cui si commenta il nuovo tour in Giappone), in versione CD + DVD, con materiale supplementare.
Sulla copertina dell'album è rappresentato un lupo che in un salto, mostrando i denti, sembra attaccare.

## Tracce
Testi e musiche di Tony Kakko, arrangiamenti dei Sonata Arctica.
CD
1. Intro (Prelude for Reckoning)
2. Misplaced
3. Blinded No More
4. FullMoon / White Pearl, Black Oceans...
5. Victoria's Secret
6. Broken
7. 8th Commandment
8. Shamandalie
9. Kingdom For A Heart
10. Replica
11. My Land
12. Black Sheep
13. Gravenimage
14. Don't Say A Word
15. The Cage / Vodka (Hava Nagila) / Sing Along

Traccia bonus nell'edizione giapponese
1. San Sebastian

DVD
1. Intro (Prelude for Reckoning)
2. Misplaced
3. Blinded No More
4. FullMoon / White Pearl, Black Oceans...
5. Victoria's Secret
6. Broken
7. 8th Commandment
8. Shamandalie
9. Kingdom for a Heart
10. Replica
11. My Land
12. Black Sheep
13. Sing in Silence / The End of This Chapter
14. San Sebastian
15. The End of This Keyboard / Sing Along
16. Gravenimage
17. Don't Say a Word
18. The Cage
19. Vodka (Hava Nagila) / Sing Along
20. Outro (Draw Me)

## Formazione
- Tony Kakko - voce
- Jani Liimatainen - chitarra
- Tommy Portimo - batteria
- Marko Paasikoski - basso
- Henrik Klingenberg - tastiera

## Produzione
- Registrato a Shibuya AX, Tokyo, Giappone il 5 febbraio 2005
- Mixato da Pasi Kauppinen presso Studio57
- Masterizzato da Svante Forsbäck a Chartmakers
- Artwork a cura di Gina Ravnheart Pitkänen